# Лебедівка (Чернігівський район)
Лебеді́вка — село в Україні, у Гончарівській селищній громаді Чернігівського району Чернігівської області. Населення складає 220 осіб. До 2020 року орган місцевого самоврядування — Гончарівська селищна рада.

## Назва
До 1961 року — Гнилуша.

## Історія
Село засноване до 1638 року і, на думку дослідника Петра Кулаковського, належало до Чернігівської волості та було обсаджено, ймовірно, чернігівськими міщанами. У 1653 році село належало до Слабинської сотні Чернігівського полку. У тестаменті(заповіті) чернігівського полковника Якова Лизогуба від 25 серпня 1690 року згадана і Гнилуша.
В матеріалах Чернігівської губернської архівної комісії за 1754 рік відмічається: «Речка прозванная Кривша имеется в луге между Смолином и деревнею Гнилушею, увила оная з урочища Фалихи под Смолином имеючагось». Лизогуб володів селом з часів гетьмана Івана Самойловича і предав у спадок своєму синові Семену, бунчуковому товаришу.
За описом 1781 року Д. Пащенка селяни виготовляли дранку, дошку, випалювали вугілля. У селі було 38 подвір'їв, 49 хат, в яких проживали 12 виборних козаків, 36 підпомічних козаків, 28 підданих генерал-майора Алєксандра Рігельмана та 12 підданих чернігівських полковників. На краю села поселились росіяни - старовіри, через що один куток досі зветься Кацапським і в селі є їх окремий цвинтар. У 1860-х роках XIX століття в селі оселилися євреї. 1901 року в "деревне" - 986 мешканців.
Школа в селі відкрита 1907 року у церковному приміщенні. Згодом сформувалась трикласна церковно- приходська школа, в якій було 20 - 25 учнів та один учитель. У 1913 - 1914 роках збудовано земську чотирикласну школу, в якій навчались 40-45 учнів і були два вчителі.
1931 року в селі організовано колгосп «Незаможник», до якого вступили лише 16 сімей. Олексія Скрипку, Захара Тригуба, сім'ю Назарчуків розкуркулили і виселили із села, забравши майно. На початку 1930-х років комуністи та комсомольці зруйнували сільську церкву, з матеріалу якої та з попівської хати збудували сільбуд і зерносховище.
Від голодомру в Гнилуші померли щонайменше 70 осіб, з них 20 одноосібників. Найбільше смертей було в сім'ях Грязних, Іванченків, Коваленків та Локтів. 1938 року колгосп названий іменем Василя Чапаєва.
З фронтів Другої світової війни в село не повернулися 213 чоловіків.
До 1961 року — Гнилуша. Біля села, на притоці Десни —  Кривші, 1967 року виявлено поселення трипільської культури.
12 червня 2020 року, відповідно до розпорядження Кабінету Міністрів України № 730-р «Про визначення адміністративних центрів та затвердження територій територіальних громад Чернігівської області», Максимівська сільська рада об'єднана з Гончарівською селищною громадою Козелецького району.
17 липня 2020 року, в ході адміністративно-територіальної реформи та ліквідації Козелецького району, село увійшло до складу Чернігівського району.

## Політика

### Парламентські вибори, 2019
На позачергових парламентських виборах 2019 року у селі функціонувала окрема виборча дільниця № 740272, розташована у приміщенні клубу.
Результати
- зареєстровано 138 виборців, явка 78,26%, найбільше голосів віддано за Всеукраїнське об'єднання «Батьківщина» — 33,02%, за «Слугу народу» — 25,47%, за «Опозиційну платформу — За життя», «Європейську Солідарність» і Радикальну партію Олега Ляшка — по 6,60%[6]. В одномандатному окрузі найбільше голосів отримав Борис Приходько (самовисування) — 43,14%, за Сергія Коровченка (самовисування) — 26,47%, за Дмитра Пахомова (Слуга народу), Олега Дмитренка (самовисування) і Василя Малика (Європейська Солідарність) — по 4,90%[7].

## Населення

### Мова
Розподіл населення за рідною мовою за даними перепису 2001 року:
| Мова       | Кількість | Відсоток |
| ---------- | --------- | -------- |
| українська | 389       | 98.73%   |
| вірменська | 4         | 1.02%    |
| російська  | 1         | 0.25%    |
| Усього     | 225       | 100%     |

## Пам'ятки
- Поселення Лебедівка[d] (3-2 тис. до н.е., XI-XIII ст. н.е.);
- Поселення Лебедівка-2[d] (ІІІ-І тис. до н. е., 1 пол. І тис., ХІ-ХІІІ, XVII-ХVІІІ ст.);
- Поселення Братська могила 5 радянських воїнів[d], які загинули при звільненні села у вересні 1943р.;
- Поселення Пам'ятний знак[d] на місці формування партизанського загону ім. Щорса;

## Персоналії
Уродженці села:
- Киридон Петро Васильович (1961—2019) — український історик.
- Чуприна Михайло Степанович (1924—2000) — український історик і краєзнавець.
- Чухліб Василь Васильович (1941—1997) — український письменник, журналіст, громадський діяч, літературознавець.
- Сочивець Іван Йосипович (1917—2004) — український гуморист-прозаїк, головний редактор журналу «Перець».
- Грищенко Петро Васильович (нар. 1947) — український бібліотекар, краєзнавець, заслужений працівни культури України.